# Elysia cornigera
Elysia cornigera är en snäckart som beskrevs av Thomas Nuttall 1989. Elysia cornigera ingår i släktet Elysia och familjen sammetssniglar. Inga underarter finns listade i Catalogue of Life.